# 蠟筆小新：3分鐘百變大進擊
《蠟筆小新：3分鐘百變大進擊》日语：），是武藤裕治接棒水島努導演的首部电影版作品，2005年4月16日在日本上映，《蠟筆小新》劇場版系列第13作。

## 概要
- 本作廣增了許多未曾參加過電視版動畫製作的創作者；另外，這也是前導演原惠一最後一部參與製作的蠟筆小新电影版作品。
- 本作惡搞（也可說是致敬）許多令人熟悉的特攝場景及角色，片頭的動感超人對上歷代的怪人軍團之陣仗可說是致敬以《假面騎士》為首的正統派特攝英雄的名場景。
- 劇中的三分鐘變身時限，來自於《超人力霸王》的設定，另外，劇中許多怪獸設計來自於代表日本的怪獸們（出現於東京鐵上方的巨大之繭，就是惡搞知名怪獸《摩斯拉》的產物）。
- 本作的宣傳冊上，有著以科學論證解讀特攝怪獸和英雄能力的《空想科學讀本》系列所為人熟知的柳田理科雄的專欄，分析電影中「小新超人的屁火焰飛行」、「怪獸．拉比賓關根的的電擊和名字」。（此內容亦收錄於空想科學讀本5）
- 本作為自劇場版第八作《蠟筆小新：風起雲湧的叢林冒險》後，首度未將「風起雲湧」加於標題。[1]
- 本作亦為《蠟筆小新》劇場版系列當中，首部採用全數碼製作的作品。

## 故事
『某個夜裡，神秘的巨大怪獸出現在春日部市街道上，凡走過之處無不成為斷壁殘垣，就連野原家也不例外．．．。』

做了奇怪噩夢而驚醒的小新，嘴裡正含著矽膠娃娃．紅屁屁怪獸，覺得奇怪的小新把怪獸玩具一扔，抱著動感超人再度入睡發夢。夢裡，小新聯手動感超人從怪人軍團手中救出咪咪子，並學到了有關「正義」的真理。
天微亮，主婦美冴早早地就起來張羅一家大小的早餐，並催促著廣志和小新。按照慣例，小新再度錯過幼稚園校車，美冴不得已只好自己騎著腳踏車帶著小新前往幼稚園。回家後，發現自己忙到沒時間吃早餐的美冴，匆匆地泡了杯麵，不過隨後，和小葵一同睡了回籠覺。
就在這時，忽然有一個神祕的發光體從牆上的「色即是空」掛軸後方飛了出來，發光體在野原家四處巡視，卻被凌亂餐桌上的杯麵味道所吸引，而後附身於紅屁屁怪獸上，吃起了杯麵。很是不巧，剛睡醒的美冴走到了廚房並與紅屁屁怪獸四目相視。而後，自稱為時空調整員．「未來人」向野原一家說明來意以及當今時空危機。原先並未預定來到野原家，卻不小心被杯麵的味道誘惑，導致座標定位，而相當懊悔。
野原家的掛軸後有著現實世界與「三分鐘世界」互通的秘道，也是一家和未來人通往三分鐘世界的方法。三分鐘世界的著陸點位於鄰近東京鐵塔的某大樓樓頂，眾人從樓頂可清楚看到東京鐵塔上方的濃厚烏雲層，垂吊了一個詭異且巨大的繭，另有怪獸襲擊接到的景象。未來人指出因時空出現扭曲，導致從時空裂縫中生出巨大的繭，怪獸也因此接二連三的出現，為了打倒怪獸恢復時空扭曲的現象並且拯救現實世界，未來人懇求野原一家的協助。為了順利打倒怪獸，未來人透過寄宿的紅屁屁怪獸將未來的力量借給野原一家，而擁有正義之心的野原一家能藉著這股力量自由自在地變身，進而解決怪獸（然而，時限只有三分鐘）。
不久之後，成為英雄拯救世界而虛榮心大作的廣志和美冴，天天為了誰能夠到三分鐘世界變身為英雄勾心鬥角，甚至連家務、工作都棄之不顧，小新只得自立自強地照顧起妹妹小葵。某個早上，幼稚園娃娃車如常地來到了野原家，老師們發現了異狀，向自己騎三輪車來到幼稚園的小新詢問父母親的狀況。而後，一則春日部百貨遭到襲擊的新聞播出，風間媽媽也因此受到傷害。在此同時，東京鐵塔高空瀰漫著詭異烏雲，原本應在三分鐘世界才出現的巨大的繭卻已悄悄地現身於現實世界。看到新聞報導的小新匆匆返家，廣志和美冴也因怪獸實力強大而負傷、洩氣，若沒有辦法在三分鐘時限之內打倒怪獸，所造成的傷害將會影響到現實世界。面對著更強大的怪獸，廣志和美冴顯得越無能為力。
此時，「為了讓小葵能夠順利長大成為女大學生，替自己介紹女生朋友」為其動力的野原新之助，挺身而出，走向了掛軸之後……

## 登場角色
| 角色                      | 配音員                                 | 介紹 |
| 未來人和英雄們            | 未來人和英雄們                         | 未來人和英雄們 |
| ------------------------- | -------------------------------------- | --- |
| 未來人                    | 村井國夫 曹冀魯（台灣） 黃尉斯（香港） | 來自未來的神秘角色，自稱為「時空管理員」。附身到小新的玩具光屁屁怪獸身上，和野原一家說明有關3分鐘世界的狀況，並懇求他們能夠協助修補時空扭曲的現象（和怪獸對戰）。為一發光能量球體，似乎能附著到任何事物上，劇中並無其他面目。只要野原一家拿起紅屁屁怪獸後，它就能賜與他們未來人的變身能力。 |
| 小新超人                  | 矢島晶子 蔣篤慧（台灣） 王慧珠（香港） | 由小新所變身的英雄。角色設計參考超人力霸王。胯下有顆金黃色的球，用以吸收怪獸能量。屁股為外露狀態，可噴射屁火焰以飛行（一旦放屁中斷將失去飛行動力）；但是臭屁也能成為致命武器。對上吉他武士怪獸時，也曾變裝為吉他武士的扮相。最終決戰時，體悟了「正義的真理」出手拯救了大魔王．偽小新超人，令野原一家人相當感動。 |
| 愛心女戰士                | 福圓美里 王瑞芹（台灣） 譚淑英（香港） | 由美冴所變身的第一個英雄。青綠髮色，雙馬尾，戴眼鏡的魔法少女，有著兩套服裝。乘著星型物體飛行移動。手持的魔法手杖可發射吸收光線「愛心光波」和破壞光線「Love letter from Canada.For you」，魔法手杖另可變為大玩具槌「終極大槌」，雙手可製造愛心狀的防禦光盾。當變身為這個型態時，將由福圓美里配音。 |
| 美冴戰士                  | 楢橋美紀 王瑞芹（台灣） 譚淑英（香港） | 由美冴所變身的第二個英雄。一頭紅色長髮的性感美女，服裝種類為女僕裝和魔法師裝，女僕裝名為俏女僕戰士；魔法師裝則名為魔力女戰士。服裝暴露度高。和愛心女戰士同樣乘著星型物體飛行移動。女僕裝型態時，可讓魔法手杖變為吸塵器；魔法師型態時，以帽沿可為利刃的巫帽和吸收怪獸的光線「愛心繩索」作為武器。對哥羅多羅一戰時，曾以手杖發射光束，但名稱不明。 |
| 美人魚美冴公主            | 楢橋美紀 王瑞芹（台灣） 譚淑英（香港） | 由美冴所變身的第三個英雄。美人魚，擅長水中戰。必殺招式為「美人魚噴泉龍捲風」。雖為美人魚，卻依然能於空中飛行。美冴所變身之英雄的共通點為皆拿著「魔法手杖」，這個型態亦能使用。 |
| 廣志超人                  | 藤原啓治 于正昇（台灣） 黃志明（香港） | 由廣志所變身的英雄，具有多重型態。身著白色緊身裝，額頭和身體上各有一個新手駕駛標誌為型態一，身體上的標誌能夠巨大化為盾牌抵擋怪獸攻擊，也能噴出安全氣囊；身著附有披風的白色緊身裝，油頭，健美身材，胸前大大的「ひ」標誌（Hiroshi），如同超人般的外貌為型態二，擅長硬碰硬的肉搏戰，肺活量極大能將怪獸．火炎身上的火焰全數吹滅，胸前的「ひ」標誌也能同型態一變為巨大盾牌防禦攻擊（型態二的另一服裝為手套、鞋子變為紅色，無披風，雙手臂和雙腿上有著黃色流蘇）；穿著如競賽泳衣的藍白色緊身裝的樣貌為型態三，僅於對上哥羅多羅一戰時登場（時間極短）。 |
| 向日葵                    | 興梠里美 賀世芳（台灣） 張彩虹（香港） | 由小葵所變身的英雄，沒有專屬英雄名（應為小葵不會說話無法命名）。原本的嬰兒服變為連身帽款式而戴著帽子，以鴨子便盆為交通工具（能於空中移動）。小葵的淒厲哭聲能夠驅動便盆發出強烈電流。 |
| 小白                      | 真柴摩利 賀世芳（台灣） 張彩虹（香港） | 由小白所變身的英雄，和小葵一樣沒有專屬英雄名。除了四肢變得瘦長且身體變高大以外，其他完全沒變。劇中除了能夠飛行於空中以外，並未使用任何技能。曾被四頭怪獸波奇塔瑪塔羅米克嚇跑。 |
| 劇場版角色                |                                        | |
| 動感超人                  | 玄田哲章 魏伯勤（台灣）                | 於小新開頭的夢中登場。曾告訴小新「有關於『正義』的答案，需要自己去尋找」。故事尾聲時，由怪獸庫利拉幻化而成的實體型態。絕招為「動感光波」。 |
| 鋼彈勇士                  | 大瀧進矢 黃天佑（台灣）                | 故事尾聲時，由怪獸巴邦巴·邦幻化而成的實體型態。能於空中飛行，雙手可發射「鋼彈飛拳」。在對抗偽小新超人時，犧牲了自己的飛拳套上廣志的臭襪子，最終贏得勝利。 |
| 肥嘟嘟左衛門              | －                                     | 故事尾聲時，由怪獸拉比賓關根幻化而成的型態，並非實體，而是「紙上的圖畫」。也因如此而無法說話，只能透過紙上的文字和小新一行人溝通。唯一不變的是，仍然跟小新他們收取高額的救贖費用。由於是張毫無戰鬥力的圖畫紙，在沒有任何表現下就被吹走了。時空危機解除後，再度變回紙張飄到了小新手中。 |
| 坂井真紀                  | 坂井真紀 楊凱凱（台灣） 周恩恩（香港） | 三分鐘世界內的電視台記者。在廣志大敗牛丼後，曾出機訪問廣志。友情客串角色。 |
| 怪獸                      |                                        | |
| 庫利拉                    |                                        | 最初登場的巨大怪獸。以雙腳步行，口中能發射青色火焰。曾吐出火焰攻擊，卻被愛心女戰士以愛心光盾抵擋並讓火焰塞回牠的口中而敗北。名字為「哥吉拉」的逆命名。最後，化身成動感超人協助野原一家。 |
| 拉頓                      |                                        | 擁有巨大的翅膀，能夠任意飛行的巨龍怪獸。打算突擊被摔向大樓的廣志時，卻被他胸前標誌忽然彈出的安全氣囊擊中敗北。名字和造型皆來自「空中大怪獸拉頓」。 |
| 牛丼                      |                                        | 牛頭人身怪獸。在與廣志的肉搏戰中敗北。 |
| 2960                      |                                        | 鬼頭鳥身怪獸，能以時速6馬赫於空中飛行。曾抓住小葵往天空飛，而後小葵的哭聲出發了便盆的電流裝置，遭到電擊敗北。 |
| 卡馬戴                    |                                        | 擁有蜈蚣般的紫色身軀，螳螂的鐮刀，臉部則為中國龍的怪獸，以大鐮刀為攻擊手段。最後被美冴戰士的吸塵器所吸收。 |
| 巴邦巴·邦                 |                                        | 擁有哥吉拉外型的怪獸，頭部周圍有著特殊的電磁光束，可如傘蜥蜴張開，抵抗敵人攻擊。廣志的臭襪子使得光束消失，後被小新超人的光波擊敗。最後，化身成鋼彈勇士協助野原一家。 |
| 大鯖魚                    |                                        | 巨大的黃金身軀魚型怪獸。後被美人魚美冴公主擊敗。唯一不於電視版登場的怪獸。 |
| 火炎 林士程（台灣）       |                                        | 全身被火焰所包覆的怪獸，能夠任意發射火球。真面目枯燥乏味，害羞。被廣志超人以強大的肺活量將火焰吹散，進而吸收。 |
| 和平君                    |                                        | 由螃蟹、龍蝦融合之怪獸。由美冴戰士切斷了雙螯敗北，最後被愛心繩索纏滿身體。 |
| 波田陽區 于正昇（台灣）   |                                        | 波田陽區手拿著吉他，喊了聲「我斬 - 」後，破壞了周遭的建築物（三分鐘世界的野原家也遭破壞）。自稱「吉他武士」。而後，武器吉他被小新的屁股給夾斷，悔恨之際說出「在下的屁股長了痔瘡啊，我要切腹啊」後，被小新超人吸收。波田陽區亦友情客串配音演出。 |
| 拉比賓關根                |                                        | 外型類似兔子的怪獸，耳朵可釋放高達8200萬伏特的電擊。根據柳田理科雄的計算，這個電擊的極限距離為16m40cm。名字來自日本搞笑藝人關根勤的舊藝名Rabbit關根。不知是否為偶然，但野原一家所在的埼玉縣的大姓為「關根」（收錄於空想科學讀本5）。最後，化身成肥嘟嘟左衛門協助野原一家。 |
| 卡托利奴三世              |                                        | 昆蟲和鳥類融合而成的怪獸。 |
| 達納·西                   |                                        | 身軀能夠如同氣球般伸縮自如，外形像貓卻有著鳥類的腳。可以一次吸一大口氣再吐出攻擊。其威力與小新超人屁屁噴發的空氣波勢均力敵。 |
| 奇利奇利邁                |                                        | 外形神似蝸牛的怪獸。 |
| 波奇塔瑪塔羅米克          |                                        | 具有一對紅色狗頭和一對綠色貓頭的四頭宇宙大怪獸，背上有著如蝙蝠般的翅膀。設定來自惡搞「哥吉拉」系列中的宇宙怪獸黃金三頭龍．王者基多拉。 |
| 哥羅多羅                  |                                        | 粉色的身軀猶如軟泥一般，有著大量的眼睛、嘴巴的超巨大不定型怪獸。任何物理系攻擊皆無效。其特性及眼睛所發出的光線令野原家陷入苦戰，然而牠的弱點就在於相當懼怕「惡臭味」，一旦接觸到惡臭的氣味或是物體，粉色的軟泥會變為墨綠色，並有如雞皮疙瘩的反應，發現這個弱點的野原一家聯手動感超人和鋼彈勇士，最終敗給了小新超人的屁。未來人曾指出牠為「倒數第二隻怪獸」。 |
| 偽小新超人 蔣篤慧（台灣） |                                        | 最後出現的怪獸。由垂吊在東京鐵塔上的巨大之繭變化而成，根據未來人表示是時空偏差的能量給了它智慧。複製「這個世界最強的存在（指小新）」，外型與小新如出一轍。型態與小新超人一樣（惡搞自超人力霸王造型），胯下的圓球為黑色（小新超人為金色），身體顏色位置和小新超人相反，並由白轉灰。為了證明自己才值得配上「這個世界最強的存在」稱號而襲擊小新超人，後來靠著廣志的臭襪子與鋼彈飛拳的聯合招式成功干擾偽小新超人，使他撞上了東京鐵塔，卻在他正從東京鐵塔上摔下來時，小新超人因其「厲害的英雄應該要幫助弱小的人」的念頭及時出手相救，最後被美冴的轉轉神功擊敗。雖為最後的怪獸，但強度似乎不如哥羅多羅。角色原型來自《超人力霸王》中的宇宙人．扎拉布星人所幻化而成的邪惡超人力霸王。 |

## 音樂
| 類別   | 曲名             | 作詞 | 作曲                            | 編曲                                           | 歌手                           |
| ------ | ---------------- | ---- | ------------------------------- | ---------------------------------------------- | ------------------------------ |
| 片頭曲 | 「」             |      | 中村康就                        | 中村康就                                       | 野原しんのすけ（矢島晶子）（コロムビアミュージックエンタテインメント） |
| 片尾曲 | 「Crayon Beats」 | AI   | AI、日野賢二、DJ YUTAKA for 813 | 日野賢二、DJ YUTAKA for 813（UNIVERSAL JAPAN） | AI                             |

## 登場觀光景點
- 東京鐵塔
- 六本木之丘
- 朝日電視台
- 泉花園大廈
- 高島屋時代廣場
- 札幌市鐘樓
- 京都塔
- 福岡塔

皆為真實存在的建築物。另也有SHIN-EI動畫公司和位於西東京市的東京晴空塔被描繪於電影場景中。

## DVD發售
- DVD - 2005年11月25日由萬代影視公開發售。

## 電視上映
2006年4月1日於日本朝日電視台播出。少部分鏡頭遭到刪減。

## 備註
1. ↑  原文為「伝説を呼ぶ」
2. ↑  「哥吉拉（ゴジラ）」之名係由金剛（ゴリラ）與鯨魚（クジラ）結合，而庫利拉則相反為鯨魚（クジラ）與金剛（ゴリラ）的結合。

## 外部連結
- 互联网电影数据库（IMDb）上《蠟筆小新：3分鐘百變大進擊》的资料（英文）
- 開眼電影網上《蠟筆小新：3分鐘百變大進擊》的資料（繁體中文）
- 时光网上《蠟筆小新：3分鐘百變大進擊》的資料（简体中文）
- 豆瓣电影上《蠟筆小新：3分鐘百變大進擊》的資料 （简体中文）